# Breutelia maegdefraui
Breutelia maegdefraui är en bladmossart som beskrevs av H. Crum 1987. Breutelia maegdefraui ingår i släktet gullhårsmossor, och familjen Bartramiaceae. Inga underarter finns listade i Catalogue of Life.